# 오노정 (이시카와현)
오노정(大野町)은 이시카와현 이시카와군에 존재했던 정이다. 현재의 가나자와시에 해당한다.

## 지리
- 현재의 가나자와시 북서부에 위치하고 있으며, 오노가와 하구의 지역으로 일본해에 면하는 항구 도시이다.
- 겐나 연간에 나오에야 이베에 의해 시작된 간장의 생산지로서 알려진 마을로, 에도 시대의 간장 5대 생산지(오노, 조시, 노다, 쇼도시마, 류노)의 하나이기도 하다.
- 가나자와시 편입 전의 오노정은 11개의 오아자로 나누어져 있었지만, 편입 후에는 오노정이 정명으로 계승되었다. 또한 편입 후에 11개의 정명은 오노정 1정목에서 7정목으로 재편되었다.

## 역사
오노정의 역사는 가마쿠라(鎌倉倉) 시대로 거슬러 올라간다. 가마쿠라기 이후에 존재했던 오노쇼(장원)가 마을 이름의 유래가 된다
- 1889년 4월 1일 - 정촌제 시행에 의헤 이시카와군 시모카나이와정이 성립하였다.
- 1898년 3월 12일 - 오노정으로 개칭되었다.
- 1936년 12월 16일 - 아와가사키촌, 가타즈촌, 구라쓰키촌, 도가시촌과 함께 가나자와시에 편입되었다.

## 참고문헌
- 『角川日本地名大辞典 17 石川県』 - 角川書店
- 『書府太郎 石川県大百科事典改訂版』 - 北國新聞社
- 『金沢・町物語 町名の由来と人と事件の四百年』 - 能登印刷出版部
- 『金沢百年町名を辿る』 - 読売新聞金沢総局著、能登印刷出版部
- 『金沢市大野町史』